# Söndre Hålsjö
Söndre Hålsjö är en sjö i Kungsbacka kommun i Halland och ingår i Rolfsåns huvudavrinningsområde. Sjön är 12 meter djup, har en yta på 0,05 kvadratkilometer och befinner sig 120 meter över havet.